# The Spirit of '67
The Spirit of '67 är ett album av gruppen Paul Revere and the Raiders utgivet hösten 1966 på skivbolaget Columbia Records.
Tre hitsinglar fanns på albumet, resten var material skrivet av främst Lindsay/Revere, men även gruppmedlemmarna Mark Smith och Phil Volk.

## Låtlista
1. Good Thing  (Lindsay/Melcher) - 3:03
2. All About Her  (Gerhardt/Lindsay/Melcher) - 3:01
3. In My Community  (Volk) - 2:09
4. Louise  (Kincaid) - 2:08
5. Why? Why? Why? (Is It So Hard)  (Volk) - 2:57
6. Oh! To Be a Man  (Lindsay/Revere) - 3:02
7. Hungry  (Mann/Weil) - 2:57
8. Undecided Man  (Lindsay/Revere) - 1:48
9. Our Candidate  (Smith) - 2:49
10. 1001 Arabian Nights  (Lindsay/Melcher) - 4:25
11. The Great Airplane Strike  (Lindsay/Melcher/Revere) - 3:07